# امیلیو اینسولرا
امیلیو اینسولرا (ایتالیایی: Emilio Insolera؛ زادهٔ ۲۹ ژانویهٔ ۱۹۷۹) یک هنرپیشه، تهیه‌کننده فیلم، و کارگردان اهل ایتالیا و ایالات متحده آمریکا است.
از فیلم‌ها یا مجموعه‌های تلویزیونی که وی در آن‌ها نقش داشته‌است می‌توان به ۳۵۵ اشاره نمود.